# Австрія на зимових Олімпійських іграх 1968
Австрія на зимових Олімпійських іграх 1968 була представлена 76 спортсменами у 10 видах спорту.

## Медалісти
| Медаль | Спортсмен                                                 | Вид                 | Дисципліна          |
| ------ | --------------------------------------------------------- | ------------------- | ------------------- |
| Золото | Ольга Палл                                                | гірськолижний спорт | швидкісний спуск    |
| Золото | Вольфганг Шварц                                           | фігурне катання     | чоловіки            |
| Золото | Манфред Шмід                                              | санний спорт        | індивідуальний      |
| Срібло | Герберт Губер                                             | гірськолижний спорт | слалом              |
| Срібло | Ервін Талер Райнгольд Дурнталер Герберт Грубер Йозеф Едер | бобслей             | четвірки            |
| Срібло | Манфред Шмід Евальд Вальх                                 | санний спорт        | двійки              |
| Срібло | Райнгольд Бахлер                                          | стрибки з трампліна | нормальний трамплін |
| Бронза | Гайні Месснер                                             | гірськолижний спорт | гігантський слалом  |
| Бронза | Альфред Матт                                              | гірськолижний спорт | слалом              |
| Бронза | Крістль Гаас                                              | гірськолижний спорт | швидкісний спуск    |
| Бронза | Бальдур Праймль                                           | стрибки з трампліна | нормальний трамплін |